# Diabrotica speciosa
Diabrotica speciosa é o nome científico de um besouro da família Chrysomelidae, conhecido vulgarmente por vaquinha ou vaquinha-verde-amarela, cuja larva é conhecida como larva-alfinete, por perfurar os tubérculos da batata, deixando marcas puntiformes, semelhantes à perfuração realizada por alfinetes.

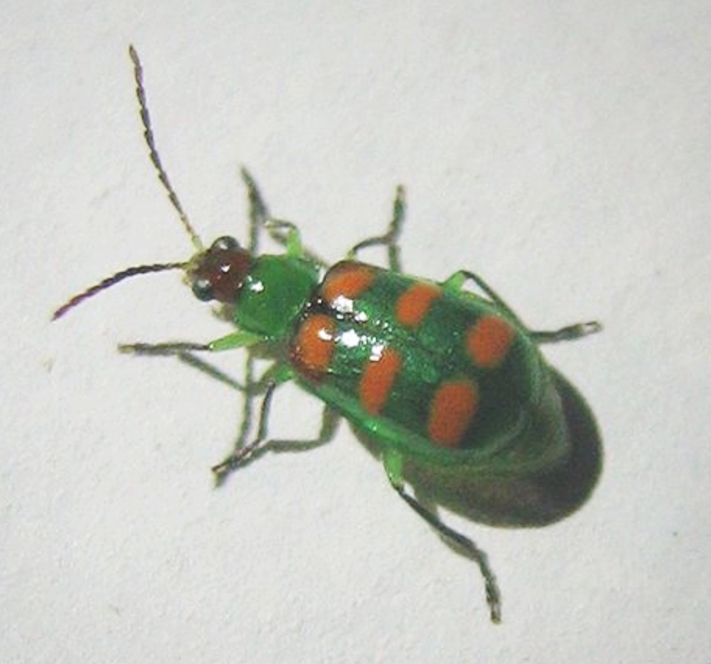
Besouro Diabrotica speciosa encontrado em Porto Alegre, RS, Brasil.